# Edith Durham
Pour les articles homonymes, voir Durham.
Mary Edith Durham, née le 8 décembre 1863 à Londres et morte le 15 novembre 1944 dans cette ville est une artiste peintre, illustratrice scientifique, anthropologue britannique, auteure de récits de voyage et exploratrice des Balkans.

## Biographie
Elle est la fille aînée d’Arthur E. Durham, chirurgien renommé à Londres. Elle étudie au Bedford College puis à Royal Academy. Elle est une artiste accomplie, ses portraits et scènes de genre à l’aquarelle sont régulièrement exposés au Royaume-Uni. Ses dessins illustrent les amphibiens et les reptiles d’un volume de Cambridge Natural History,.
En 1900, lors d’un séjour de repos en Dalmatie elle descend en bateau jusqu'à Kotor et visite Cetinje, l’ancienne capitale de Monténégro. Elle est émerveillée par ce monde multicolore et cette fascination durera tout au long de sa vie.
À partir de 1906 elle voyage en Albanie, Bosnie, Serbie, Macédoine et Dalmatie. Elle passe plusieurs mois par an dans les Balkans, apprend le serbe et l’albanais. Elle est collaboratrice de plusieurs organismes de bienfaisance et gère un hôpital en Macédoine.
Pendant la première guerre balkanique elle est la première femme correspondante de guerre.
Son œuvre la plus célèbre, intitulée High Albania (Haute-Albanie) est un guide prééminent des costumes traditionnels, de la structure sociale, des règles coutumières, des croyances religieuses, et des contes traditionnels des Albanais, en particulier des tribus de la Haute-Albanie, au nord du fleuve Shkumbin.
Dans sa jeunesse elle n’a reçu aucune formation en anthropologie. Pendant ses voyages dans les Balkans elle mène une véritable enquête socioanthropologique. Les portes des associations scientifiques britanniques s’ouvrent devant elle et elle devient membre de l’Institut Royal d'Anthropologie de Grande-Bretagne et d'Irlande, de Folklore Society, et du Royal Institute of International Affairs.
Ses carnets, mémoires et esquisses, ainsi que les collections de costumes et bijoux traditionnels des Balkans sont déposés à l’ Institut Royal de l’Anthropologie, au Bankfield Museum Halifax, au British Museum, au Pitt Rivers Museum (Oxford) et au Musée Horniman.

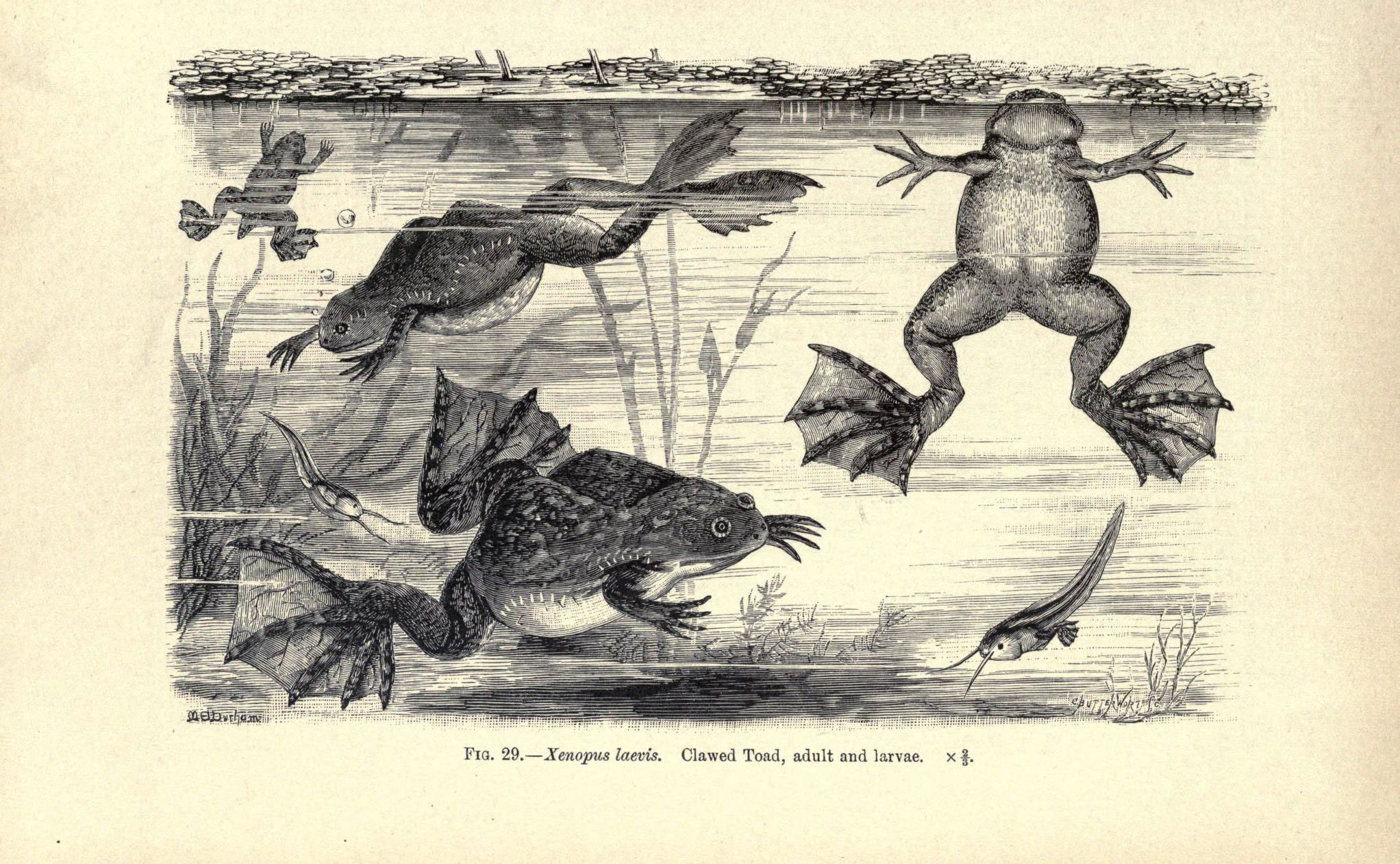
Encyclopedia of Life Images- Amphibiens et reptiles p. 147.
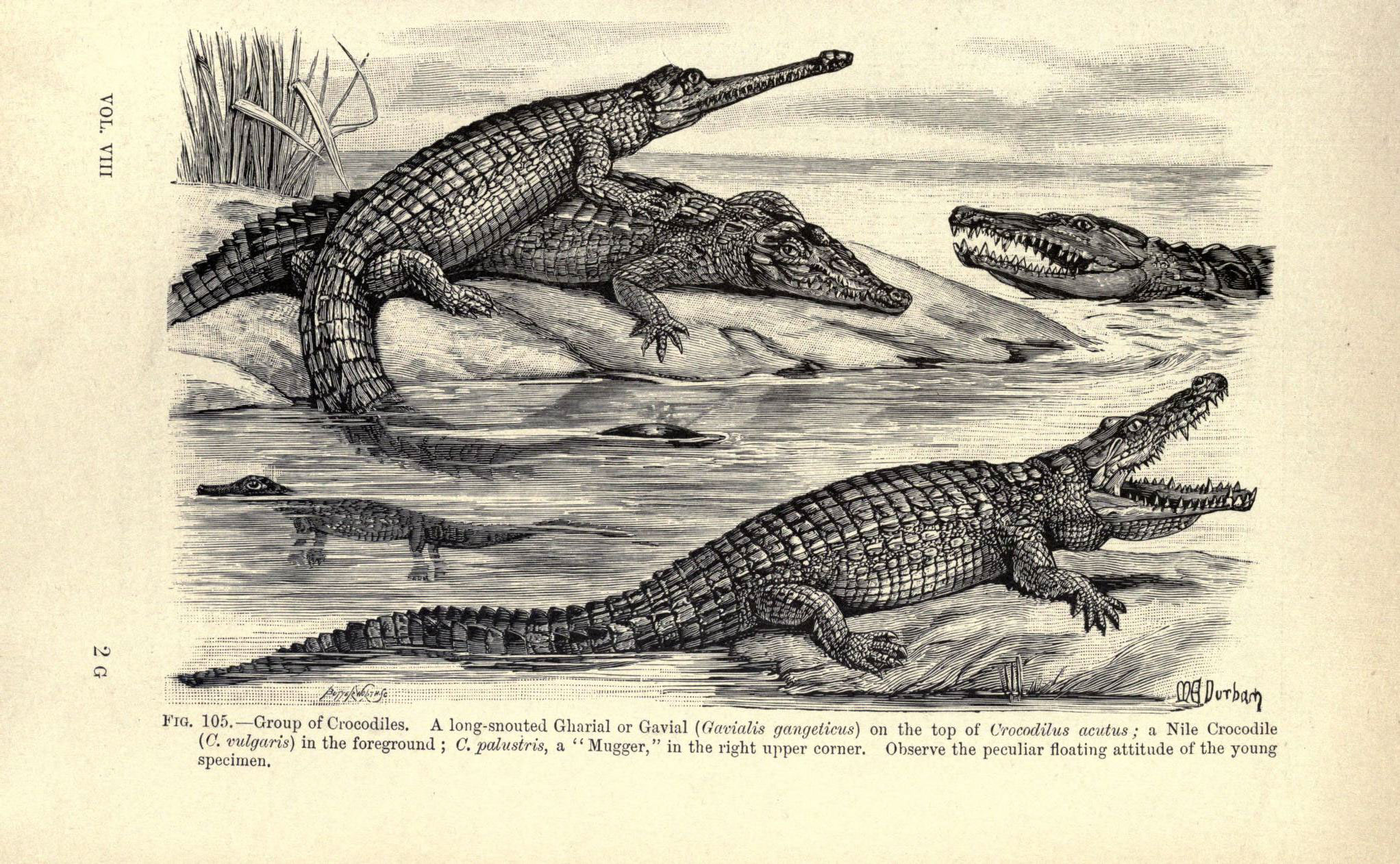
Encyclopedia of Life Images- Amphibiens et reptiles p. 449.

## Ouvrages
- 1899 : Cambridge Natural History
- 1904 : Through the Lands of the Serb
- 1905 The burden of the Balkans
- 1909 : High Albania
  - (fr) Haute Albanie. Une voyageuse anglaise dans les Balkans en 1908, éd. Non Lieu, 2022.
- 1914 : The struggle for Scutari
- 1920 : Twenty Years of Balkan Tangle
- 1925 : The Serajevo Crime
- 1928 : Some Tribal Origins, Laws and Customs of the Balkans